# 鲁伊
鲁伊（法語：Rouy，法語發音：[ʁwi]），法国中部市镇，位于勃艮第-弗朗什-孔泰大区涅夫勒省，隶属于讷韦尔区，其市镇面积为35.88平方公里，2022年1月1日时人口数量为646人，在法国城市中排名第13,989位。
鲁伊位于涅夫勒省中南部，卡讷河畔，连接讷韦尔和欧坦之间的干线公路由此通过。

## 地名来源
根据法国地名学家阿尔贝·多扎的论述，Rouy最初于公元1209年以“Roy”的形式被记载，该名称可能出自拉丁语人名Roius。

## 历史
鲁伊的早期历史尚不清楚。古典时期，连接讷韦尔和欧坦之间的道路由此通过。公元12世纪时，讷韦尔伯爵在鲁伊修建圣热尔曼教堂，其附近逐渐形成聚落。中世纪末，鲁伊领主在此修建韦夫尔城堡。。法国大革命后，鲁伊成为涅夫勒省的一个市镇，并在1793至1801年间为该省的一个县治。自19世纪中后期以来，鲁伊人口数量逐年下降。

## 地理

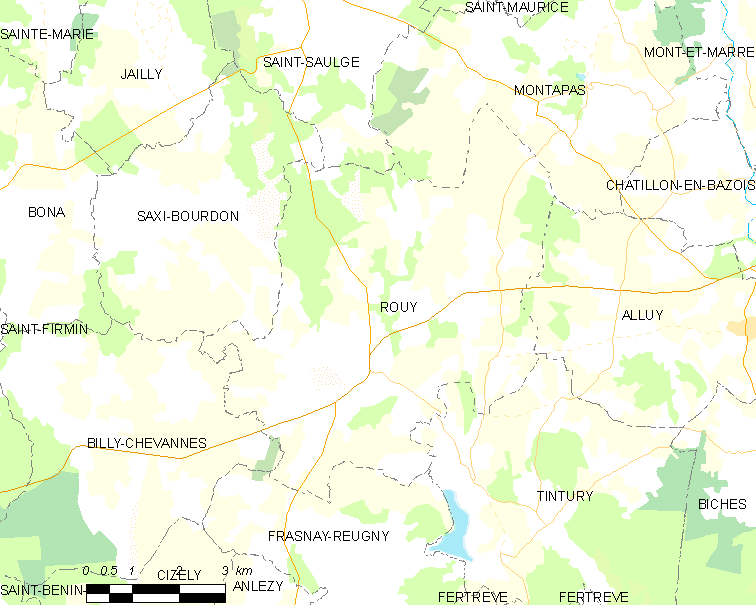
鲁伊市镇范围地图

鲁伊位于法国中部，勃艮第-弗朗什-孔泰大区西部和涅夫勒省中部偏南，距离省会讷韦尔大约31公里。与鲁伊接壤的市镇包括：阿吕、比伊-舍瓦讷、弗拉奈-勒尼、蒙塔帕、圣索日、萨克西布尔东和坦蒂里。

### 地形
鲁伊位于巴祖瓦地区西部，境内以浅丘为主，市镇中心地势较为平坦，全境海拔在229到336米之间。

### 水文
卡讷河自北向南流经鲁伊市镇东侧，其右岸支流特鲁尼溪（ruisseau de Trougny）自西北向东南流经市镇南侧。

### 植被
鲁伊属于温带阔叶混交林区，林地多分布于河流附近及坡地地带，市镇西北部为鲁伊树林（Bois de Rouy），东部和南部分别为沙特奈树林（Bois de Châtenay）和圣欧班树林（Bois de Saint-Aubin）。
在鲜花城市的评比中，鲁伊暂未被评级。

### 气候
鲁伊在柯本气候分类法中属于带有一定大陆性气候特征的温带海洋性气候（Cfb）。

## 行政区划
鲁伊的市镇编号为58223，邮政编号为58110。
在行政管理方面，鲁伊隶属于法国勃艮第-弗朗什-孔泰大区涅夫勒省讷韦尔区；在地方选举方面，鲁伊隶属于盖里尼县，其市镇范围全境被划入涅夫勒省第二选区；在社会管理方面，鲁伊是阿莫涅尼韦尔奈之心市镇公共社区的组成部分。
截至2024年11月，鲁伊市镇范围内暂无任何城市敏感街区及城市政策优先街区。
法国国家统计与经济研究所（简称“INSEE”）在进行数据统计时，未将鲁伊划入任何城市核心区（Unité urbaine）及城市区（Aire urbaine）。自2020年起，鲁伊被划入包含93个市镇的讷韦尔城市辐射区。此外，INSEE还将鲁伊市镇整体看作一个“块区”（IRIS），以便于统计人口分布情况。

## 交通

### 公路
涅夫勒省省道D34线、D132线、D202线、D257线和D978线在鲁伊境内交汇。勃艮第-弗朗什-孔泰大区城际客运501线经停鲁伊，可通往讷韦尔、希农堡城、沙蒂永昂巴祖瓦等地。
2021年，61.8%的鲁伊家庭拥有至少一辆私人汽车。2022年，鲁伊境内共发生各类交通事故1起，造成1人受伤。
| 36 | 27 |

| 讷韦尔 | 31 |

| 德西茲 | 26 |

| 巴祖瓦地区沙蒂隆 | 10 |

### 铁路
距离鲁伊最近的运营中的客运铁路车站为公里外的德西兹站，该站停靠往返于讷韦尔和第戎一线的区域列车。

### 航空
鲁伊距离讷韦尔-富尔尚博机场的公路里程大约36公里。

### 城市公共交通
截至2024年11月，鲁伊暂无城市公共交通系统。

## 政治
鲁伊的现任市长为蒂埃里·戈捷先生（Thierry GAUTHIER），他的党籍尚不清楚，在2020年的市政选举中获得了100%的支持率（无其他候选人）。
在2022年的法国总统大选的第二轮选举中，法国极右翼政党国民阵线主席玛丽娜·勒庞在鲁伊获得了63.78%的支持率。

## 人口
2021年，鲁伊市镇人口数量为638，在法国排名第13,989位。其中男性325人，女性313人，75岁及以上人口占9.2%，外籍人口数量为14人，人口密度为18人/平方公里，当地居民被暂无官方称谓。2022年，鲁伊境内出生2人，死亡人口3人。
| 鲁伊1901年－2021年人口变化情况 |
|                                |
| 数据来源：Cassini、INSEE       |

## 经济
截至2024年11月，鲁伊市镇范围内共有各类用人单位（包含自雇）115家，平均历史为20年，均为中小型企业（PME），2024年9月至11月间，当地的经济活力指数为0。

## 财政与居民收入
2022年，鲁伊的财政收入总额为549,570欧元，财政支出总额为558,700欧元，当年的债务总额为470,870欧元。2022年，鲁伊市镇通过增值税获得3,320欧元的收入，此外当地还共获得了52,520欧元的国家直接财政补助。
| 鲁伊居民收入情况                                 | 鲁伊居民收入情况 | 鲁伊居民收入情况      | 鲁伊居民收入情况 |
| 内容                                             | 鲁伊             | 法国                  | 统计年份         |
| ------------------------------------------------ | ---------------- | --------------------- | ---------------- |
| 征税家庭总数                                     | 263              | 1,081（法国市镇平均） | 2022年           |
| 居民平均月收入                                   | 1,616欧元        | 2,435欧元             | 2022年           |
| 高级职员人均月收入                               | 不详             | 4,331欧元             | 2021年           |
| 中级职员人均月收入                               | 不详             | 2,470欧元             | 2021年           |
| 普通职员人均月收入                               | 不详             | 1,801欧元             | 2021年           |
| 贫困率                                           | 不详             | 14.5%                 | 2020年           |
| 青壮年（15至64岁）失业率                         | 13.1%            | 7.4%                  | 2020年           |
| 征税家庭数量占比                                 | 27.4%            | 45.5%                 | 2020年           |
| 家庭年均纳税                                     | 2,302欧元        | 4,393欧元             | 2022年           |
| 资料来源：INSEE、L'Internaute、Le Journal du Net |                  |                       |                  |

## 社会事务

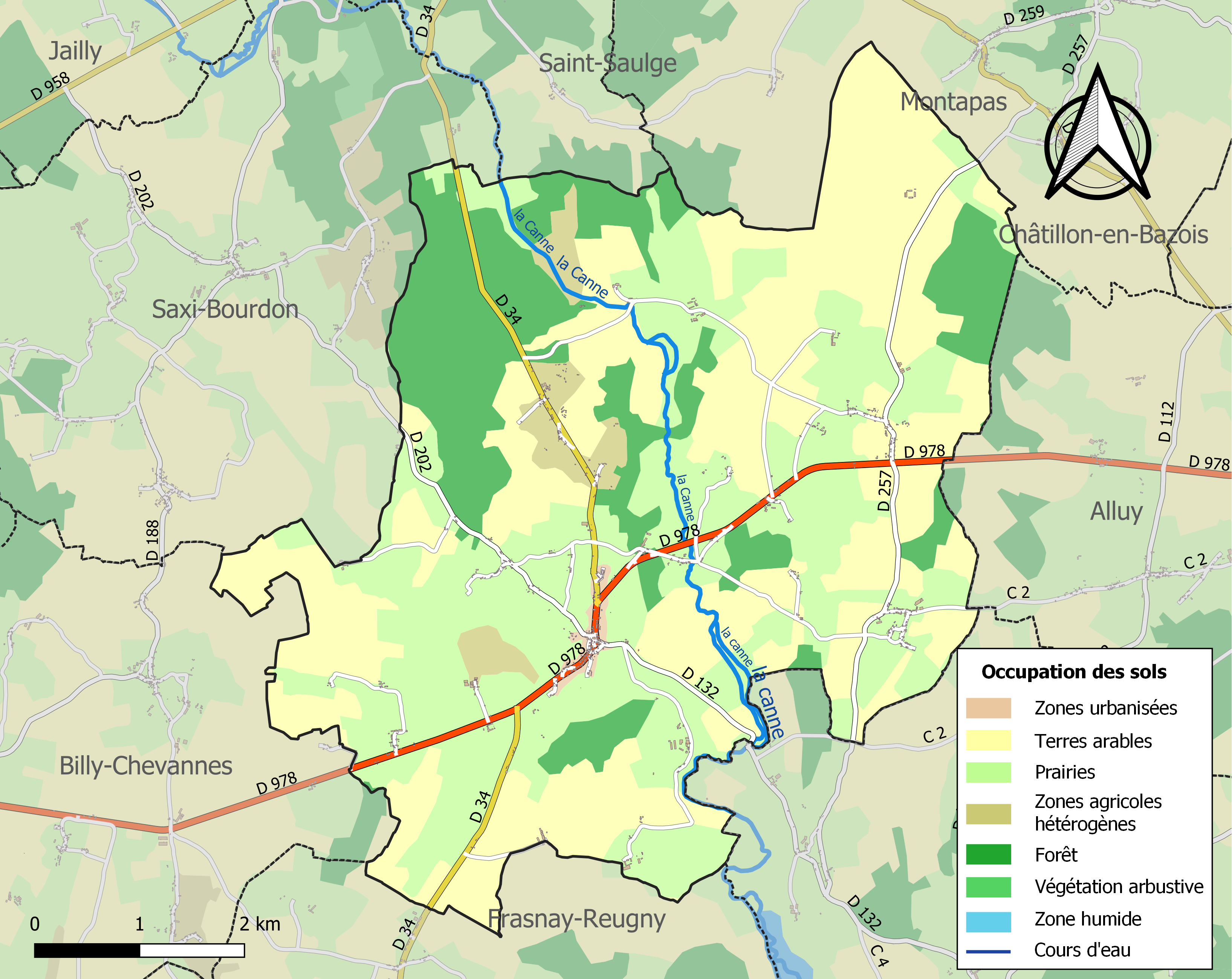
鲁伊土地利用情况地图

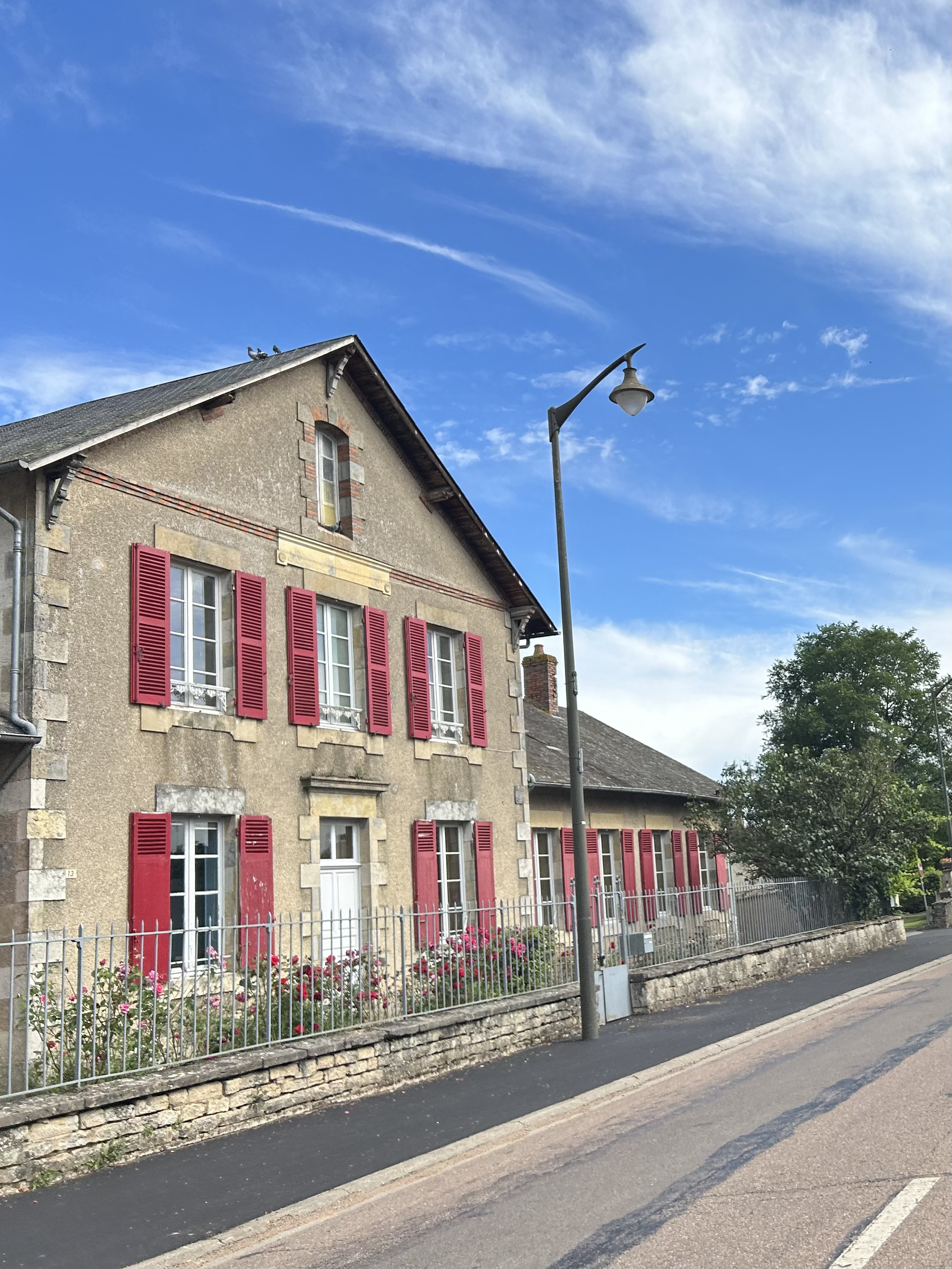
一处民居

### 教育
鲁伊属于第戎学区。截至2023年1月1日，鲁伊境内共有1所小学。

### 医疗
截至2023年1月1日，鲁伊境内共有全科医生1名和护士2名。
距离鲁伊最近的区域性医疗机构为讷韦尔中心医院（Centre Hospitalier de Nevers），其主病区皮埃尔·贝雷戈瓦医院（Hôpital Pierre Bérégovoy）位于讷韦尔市区西部，距离鲁伊市区的正常车程大约37分钟，该院设有床位495个，是涅夫勒省规模最大的公立综合性医院。

### 住房
2021年，鲁伊境内共有各类住房422套，其中94.8%为独立式住宅，4.7%为集中式住宅。常住房屋占鲁伊市镇范围内居民建筑总量的66.4%。
在住房保障政策方面，2023年，鲁伊境内共有100户家庭获得了家庭津贴补助，受益人数占总人口数量的15.7%，其中35份为房租补助。

### 商业
2021年，鲁伊境内共有各类实体商铺16家，其中餐厅4家、杂货店1家、美容美发店1家、汽车维修店1家。

### 体育
2023年，鲁伊境内共有1处足球或橄榄球场。
截至2024年10月，鲁伊境内暂无任何注册足球俱乐部。

### 环境
鲁伊的环境事务由其所属的阿莫涅尼韦尔奈之心市镇公共社区联合各级政府协调负责。2021年，鲁伊境内暂无污染企业。

### 治安
2023年，鲁伊市镇范围内累计记录各类案件14起，其中盗窃类案件7起，人身侵犯类案件5起，无毒品交易类案件。

## 文化

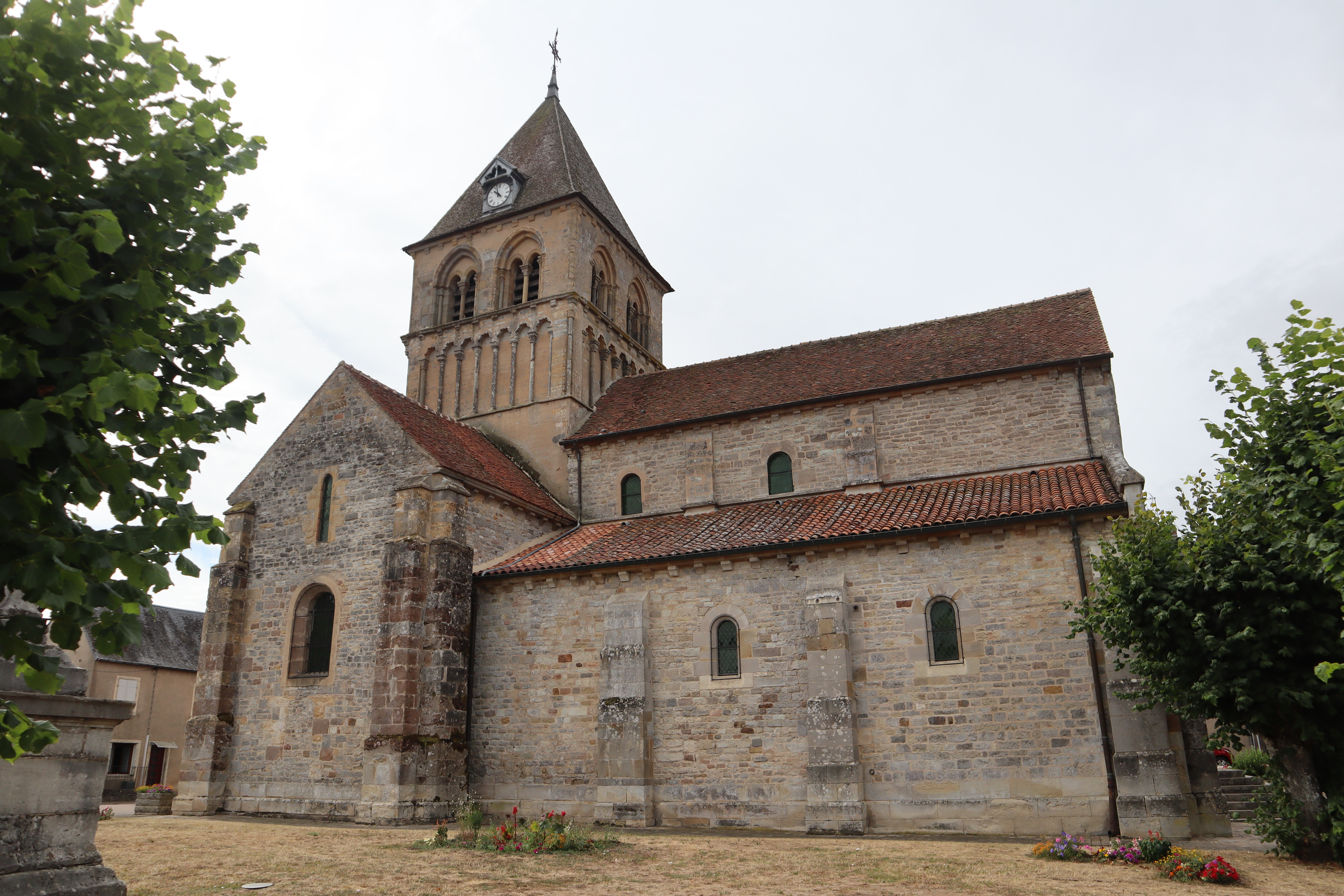
圣热尔曼教堂

2021年，鲁伊境内暂无任何文化设施。鲁伊境内建有图书馆（Bibliothèque），其开放时间与市政厅开放时间相同。

### 建筑
鲁伊境内有多处历史建筑，其中圣热尔曼教堂为法国国家文物保护单位。

### 旅游
鲁伊的旅游事务由其所属的阿莫涅尼韦尔奈之心市镇公共社区联合各级政府协调负责。2024年，鲁伊境内暂无任何游客接待设施。

### 媒体
法国主要的媒体均可在鲁伊接收，法国电视三台下属的勃艮第-弗朗什-孔泰大区频道在部分时段播出鲁伊所在涅夫勒省的地方新闻。一号广播、震动广播、《中部日报》等是当地主要的地方性媒体。

## 友好城市
截至2024年11月，鲁伊暂未与任何城市建立友好城市关系。